# Terriera javanica
Terriera javanica är en svampart. Terriera javanica ingår i släktet Terriera och familjen Rhytismataceae.

## Underarter
Arten delas in i följande underarter:
- javanica
- pandani